# Pinnípedes
Els pinnípedes (Pinnipedia) són un infraordre de mamífers carnívors del subordre dels caniformes. Tenen el cos allargat, potes curtes, mans i peus palmats en forma d'aleta, majoritàriament marins, estan presents en tots els mars. Acostumen a ser gregaris, s'alimenten de peixos, mol·luscs i crustacis. Es divideixen en tres famílies, els otàrids (ossos marins i lleons marins), els fòcids (foques) i els odobènids (l'únic membre viu dels quals és la morsa), amb 34 espècies existents i més de 50 espècies extingides descrites a partir de fòssils. Els pinnípedes pertanyen al subordre caniforme de l'ordre dels carnívors; els seus parents vius més propers són els musteloïdeus (mustèlids, prociònids, teixons i pandes vermells), dels quals van diferenciar-se fa 50 milions d'anys.
Les mides varien molt, des d'1 metre i 45 kg de la foca del Baikal, als 5 metres i 3.200 kg de l'elefant marí meridional. Diverses espècies presenten dimorfisme sexual. Tenen el cos aerodinàmic i quatre extremitats que es modifiquen en aletes. Encara que no són tan ràpids a l'aigua com els dofins, les foques són més flexibles i àgils. Els otàrids utilitzen principalment les seves extremitats anteriors per impulsar-se per l'aigua, mentre que els fòcids i les morses utilitzen principalment les seves extremitats posteriors per a aquest propòsit. Els otàrids i les morses tenen extremitats posteriors que es poden estirar per sota del cos i utilitzar-les com a potes a terra. En comparació, la locomoció terrestre pels fòcids és més feixuga. Els otàrids tenen orelles externes visibles, mentre que els fòcids i les morses no en tenen. Els pinnípedes tenen sentits ben desenvolupats: la seva vista i l'oïda estan adaptades tant per a l'aire com per a l'aigua, i tenen un sistema tàctil avançat en els seus bigotis o vibrisses. Algunes espècies estan ben adaptades per submergir-se a grans profunditats. Tenen una capa de greix, o grassa, sota la pell per mantenir-se calentes en aigua freda i, a part de la morsa, totes les espècies estan cobertes de pelatge.

## Etimologia
El nom "pinnípede" deriva de les paraules llatines pinna (aleta) i pes, pedis (peu).

## Taxonomia
El naturalista alemany Johann Karl Wilhelm Illiger va ser el primer en reconèixer els pinnípedes com una unitat taxonòmica diferent; el 1811 va donar el nom de Pinnípede tant a una família com a un orde. El zoòleg nord-americà Joel Asaph Allen va revisar els pinnípedes del món en una monografia de 1880, Història dels pinnípedes nord-americans, una monografia de les morses, lleons marins, óssos marins i foques d'Amèrica del Nord. En aquesta publicació, va rastrejar la història dels noms, va donar claus de famílies i gèneres, va descriure espècies nord-americanes i va oferir sinopsis d'espècies d'altres parts del món. El 1989, Annalisa Berta i els seus col·legues van proposar que el clade no classificat Pinnipedimorpha contingués el gènere fòssil Enaliarctos i les foques modernes com a grup germà. Els pinnípedes pertanyen a l'ordre dels carnívors i al subordre Caniformes (coneguts com a carnívors semblants a gossos). De les tres famílies existents, els Otariidae i Odobenidae s'agrupen a la superfamília Otarioidea, mentre que els Phocidae pertanyen a la superfamília Phocoidea. Existeixen 34 espècies de pinnípedes i més de 50 espècies fòssils de pinnipedimorfs.
Els otàrids també es coneixen com a foques orelles a causa de la presència de pavelló auricular. Aquests animals neden principalment utilitzant les seves aletes anteriors ben desenvolupades. També poden "caminar" per terra movent les aletes posteriors cap endavant sota el cos. L'extrem frontal de l'os frontal d'un otàrid sobresurt entre els ossos nasals, amb un forat supraorbitari gran i aplanat. Una columna vertebral addicional divideix la fossa supraespinosa i els bronquis que es divideixen a la part davantera. Els otàrids consten de dos tipus: lleons marins i foques⁣; aquest últim normalment és de mida més petita amb musell més punxegut, aletes més llargues i pell més gruixuda. Se sap que existeixen cinc gèneres i set espècies (una ara extinta) de lleons marins, mentre que existeixen dos gèneres i nou espècies de foques. Si bé els lleons marins i les foques s'han considerat històricament subfamílies separades (Otariinae i Arctocephalinae respectivament), l'evidència genètica i molecular ho ha refutat, indicant que el lleó marí septentrional és basal per a altres otàrids i el lleó marí australià i el lleó marí de Nova Zelanda estan més relacionats amb Arctocephalus que amb altres lleons marins.
Els odobènids només estan formats per un membre viu: la morsa moderna. Aquest animal destaca per la seva mida més gran (excedida només pels elefants marins), la pell gairebé sense pèl, el musell aplanat i els llargs canins superiors, coneguts com ullals. Igual que els otàrids, les morses són capaços de caminar per terra amb les aletes posteriors. Quan es mou a l'aigua, la morsa es basa en les seves aletes posteriors per a la locomoció, mentre que les seves aletes davanteres s'utilitzen per a la direcció. A més, les orelles visibles no estan presents a l'espècie. L'⁣epipterigoide de la mandíbula està ben desenvolupada i la part posterior dels ossos nasals és horitzontal. Als peus, les calcanis sobresurten pel mig.
Els fòcids es coneixen com a foques veritables o "sense orelles". Aquests animals no tenen orelleres externes i són incapaços de col·locar les aletes posteriors per moure's a terra, cosa que els fa més feixucs. Això es deu als seus ossos massius del turmell i als talons més plans. A l'aigua, les foques reals es basen en el moviment de costat a costat de les aletes posteriors i la part inferior del cos per avançar. El crani del fòcid té mastoides engrossits, ossos entotimpànics inflats, ossos nasals amb una punta punxeguda a l'esquena i un foramen supraorbital inexistent. El maluc té un ilion més invers. Un estudi molecular de 2006 dona suport a la divisió dels fòcids en dues subfamílies monofilètiques: Monachinae, que consta d'elefants marins, foques monjo i foques antàrtiques⁣; i Phocinae, que consta de tota la resta. 

## Anatomia
L'oïda externa no existeix o és molt menuda (otàrids). Els ulls estan adaptats a la visió sota l'aigua. El pelatge és poc dens. Presenten una capa de greix sota la pell, que té funcions d'aïllament tèrmic, de reserva energètica i per a flotar.
Les dents acostumen a ser petites excepte en la morsa, que les utilitza més per a cavar que com a defensa. L'aparell respiratori està adaptat a immersions perllongades.
A diferència dels cetacis, són animals amfibis, encara que són poc destres a terra. Només poden parir a terra. Del part n'acostuma a néixer una sola cria cuidada per la mare durant quatre o cinc mesos i després se la deixa sola.

## Distribució

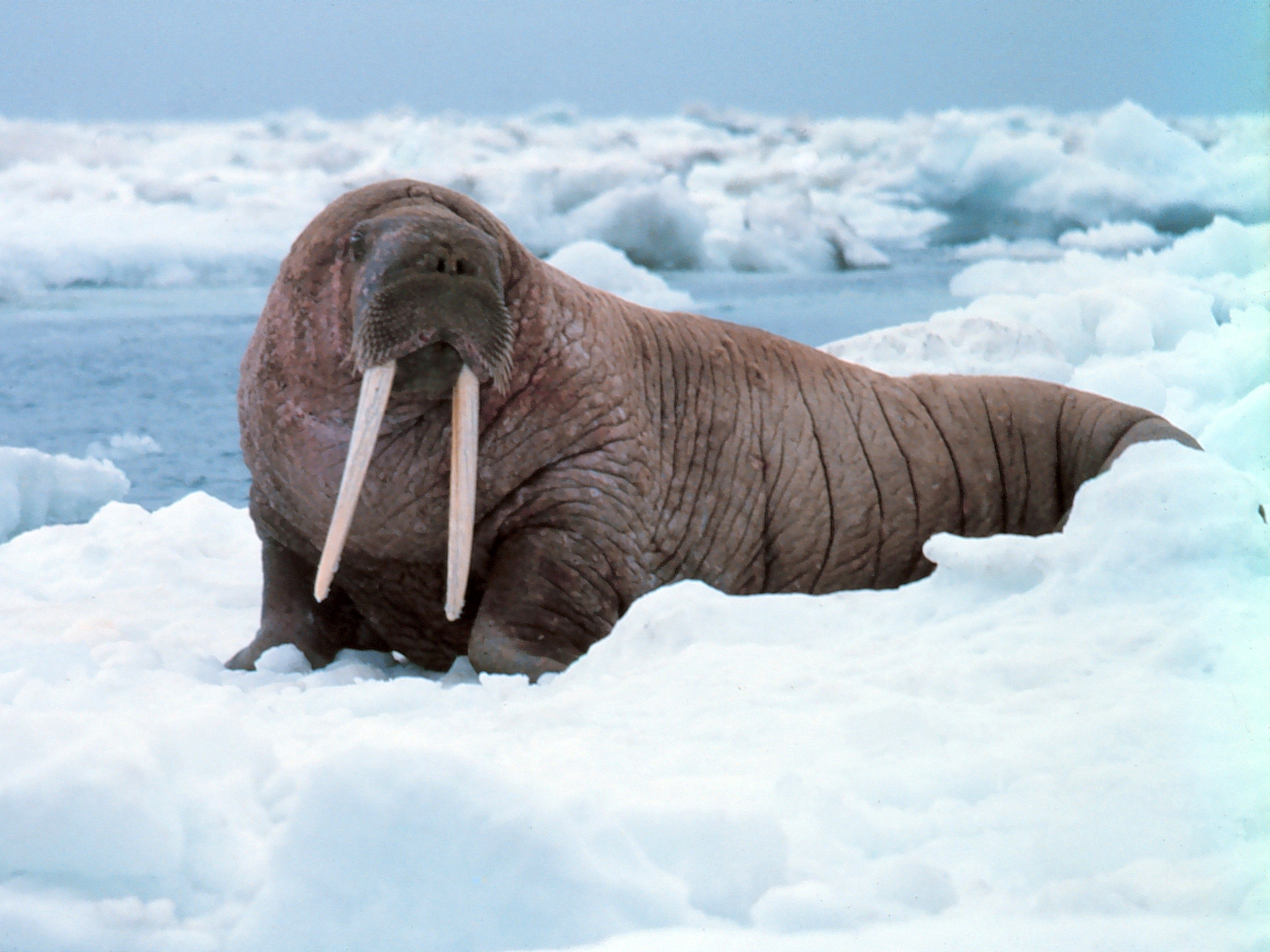
Morsa al gel a Alaska. Aquesta espècie té una distribució discontínua al voltant del cercle polar àrtic.

Els pinnípedes existents estan molt estesos a les fredes aigües oceàniques; particularment a l'Atlàntic Nord, el Pacífic Nord i l'Oceà Austral. Per contra, les aigües constantment càlides d'Indomalaia no tenen foques. Les foques monjo i alguns otàrids viuen en aigües tropicals i subtropicals. Les foques solen requerir aigües fresques i riques en nutrients amb temperatures inferiors a 20 graus. Fins i tot en climes més tropicals, les temperatures més baixes i la productivitat biològica poden ser proporcionades pels corrents. Només les foques monjo viuen en aigües que generalment no tenen aquestes característiques. La foca Caspi i la foca Baikal es troben en grans masses d'aigua sense sortida al mar (el mar Caspi i el llac Baikal respectivament).
En conjunt, els pinnípedes es poden trobar en una varietat d'hàbitats aquàtics, principalment aigües costaneres, però també oceà obert, aigües profundes a prop d'illes costaneres, aigües salobres i fins i tot llacs i rius d'aigua dolça. La foca del Baikal és l'única espècie exclusivament d'aigua dolça. Els pinnípedes també utilitzen una sèrie d'hàbitats i substrats terrestres, tant continentals com insulars. A les regions no polars, arriben a les costes rocoses, platges de sorra i còdols, bancs de sorra, planes de marea o piscines i a les coves marines. Algunes espècies també descansen en estructures fetes per l'home construïdes al llarg de la costa o en alta mar. Els pinnípedes poden allunyar-se de l'aigua mitjançant dunes de sorra o vegetació, o fins i tot penya-segats rocosos. Els lleons marins de Nova Zelanda poden viatjar als boscos 2 km de l'oceà. A les regions polars, les foques arriben tant al gel fix com al gel a la deriva. Alguns fins i tot cauen sota el gel, especialment per les crestes de pressió i les esquerdes.

## Comportament

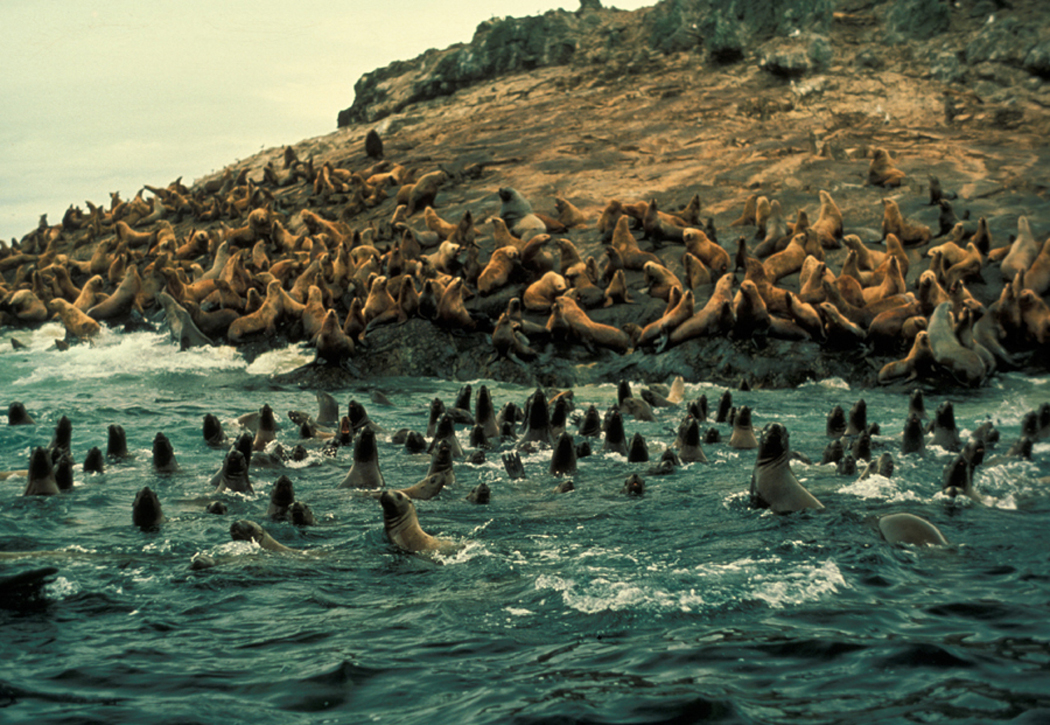
Lleons marins de Steller a l'aigua i a terra.

Els pinnípedes tenen un estil de vida amfibi; són majoritàriament aquàtics, però surten per reproduir-se, mudar, descansar, sol o per evitar els depredadors aquàtics. Se sap que diverses espècies migren a grans distàncies, especialment en resposta als canvis ambientals. Els elefants marins estan al mar la major part de l'any i hi ha grans distàncies entre els seus llocs de reproducció i de muda. L'elefant marí del nord és un dels mamífers migradors més llunyans, viatjant 18,000–21,000 km (11,000–13,000 mi) . Els otàrids tendeixen a migrar menys que els fòcids, especialment les espècies tropicals. Les foques viatgeres poden arribar al seu destí mitjançant camps geomagnètics, corrents d'aigua i vent, posicions solars i lunars i la temperatura i la composició química de l'aigua.
Els pinnípedes poden bussejar durant la recerca de menjar o per evitar els depredadors. Quan s'alimenta, per exemple, la foca de Weddell normalment es submergeix durant no més de 15 minuts i 400 metres de profunditat, però pot bussejar fins a 73 minuts i arribar als 600 metres de profunditat. Els elefants marins del nord sovint submergeixen entre 350 i 650 metres fins a 20 minuts. També poden bussejar 1.500 metres i durant més d'una hora. Les immersions dels otariids solen ser més curtes i menys profundes. Normalment duren entre 5 i 7 minuts amb profunditats mitjanes de 30 a 45 metres. No obstant això, s'ha registrat que el lleó marí de Nova Zelanda submergeix fins a un màxim de 460 metres i s'han submergit durant 12 minuts. La dieta de les morses no requereix que hagin d'anar a molta profunditat ni molt lluny. Els pinnípedes viuen generalment entre 25 i 30 anys.

## Relació amb els homes
La carn, el greix i la pell dels pinnípedes han estat utilitzats tradicionalment pels pobles indígenes de l'Àrtida. Les foques s'han representat en diverses cultures d'arreu del món. Normalment es mantenen en captivitat i fins i tot de vegades són entrenats per realitzar trucs i tasques. Després d'haver estat caçats de manera intensiva per les indústries comercials pels seus productes, ara els foques estan protegides pel dret internacional. El lleó marí japonès i la foca monjo del Carib es van extingir al segle passat, mentre que la foca monjo del Mediterrani i la foca monjo hawaiana estan en perill d'extinció per la Unió Internacional per a la Conservació de la Natura. A més de la caça, els pinnípedes també s'enfronten a les amenaces de la captura accidental, la contaminació marina, el canvi climàtic i els conflictes amb la població local.

## Famílies
- Otariidae. Amb pavelló auditiu; extremitats posteriors dirigides cap endavant, funcionals en el desplaçament per terra.
- Phocidae. Sense pavelló auditiu; extremitats posteriors dirigides cap enrere i no funcionals en el desplaçament per terra.
- Odobenidae. Sense pavelló auditiu; extremitats posteriors dirigides cap endavant, funcionals en el desplaçament per terra; pell rugosa; amb ullals llargs.
- Desmatophocidae †
- Enaliarctidae †. El gènere fòssil Enaliarctos hi pertany.